# Kolskjulet, Kastellholmen

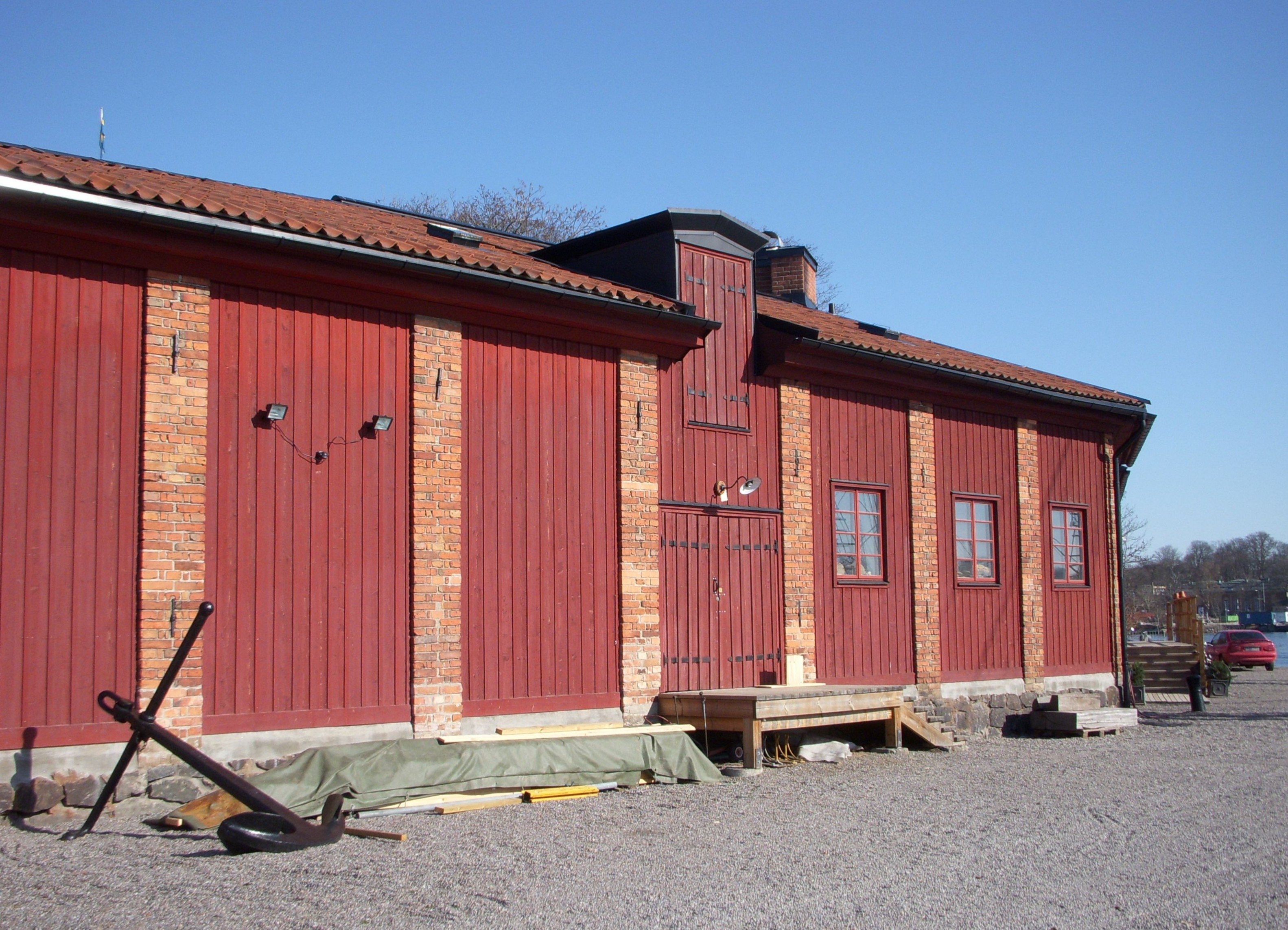
Kolskjulet, fasad mot syd.

Kolskjulet är en byggnad på Kastellholmen i Stockholm. Kolskjulet eller Kolboden som det ibland kallas ligger på öns södra sida. 

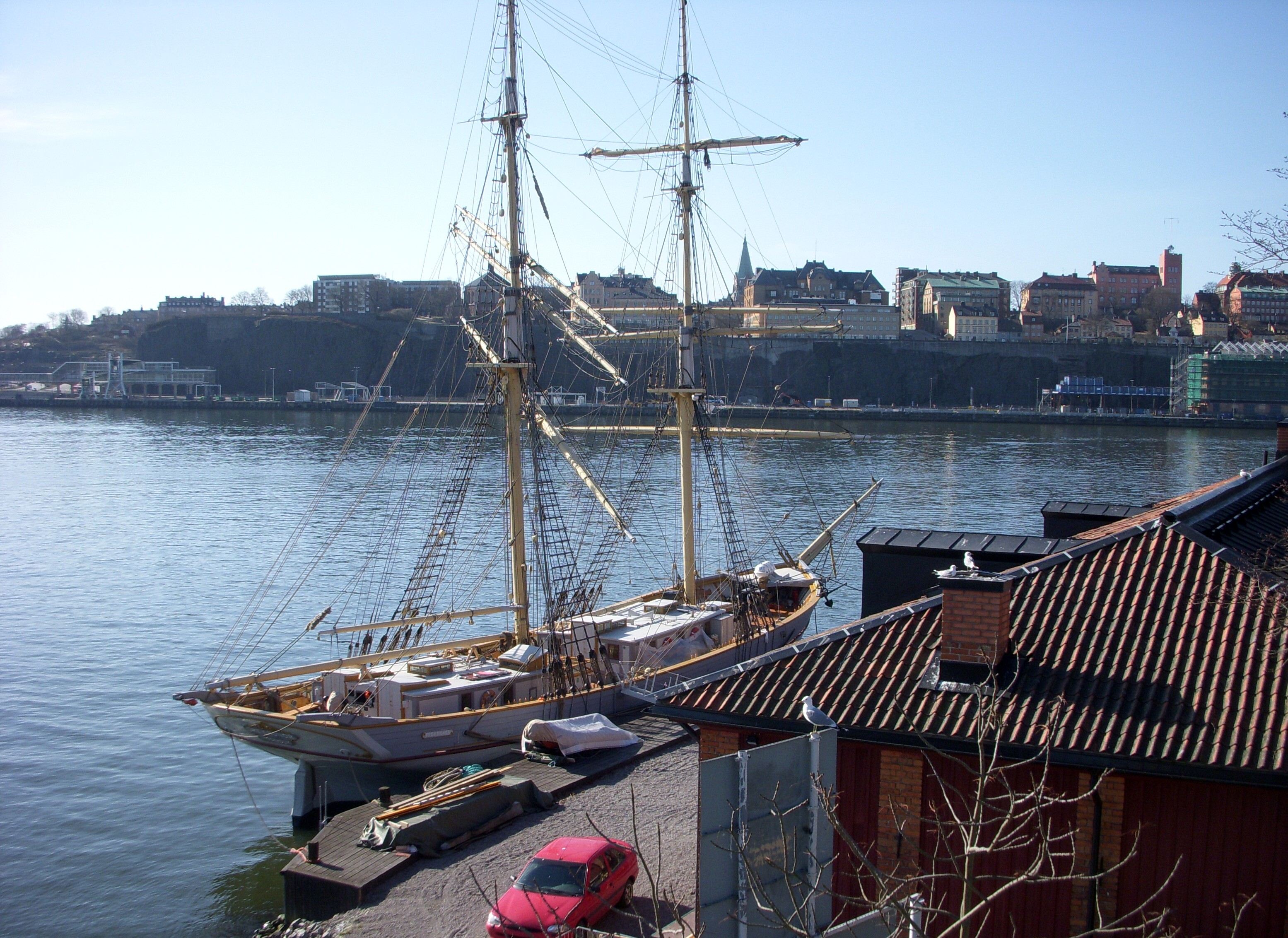
Tre Kronor af Stockholm

Kolskjulet uppfördes 1852 som ett stenkolsmagasin för flottans ångfartyg. Byggnaden ritades som så många andra byggnader på Skeppsholmen och Kastellholmen av flottans egen arkitekt Fredrik Blom. En senare tillbyggnad utfördes av flottans Victor Ringheim. Byggnadens form följer genom en vinkling kajens kontur. Fasaderna består av falurött målad stående panel som accentueras av enkla tegelpilastrar. Under och efter andra världskriget användes skjulen som proviant- och persedelförråd. 
Numera nyttjas skjulet som tackelkammare, segelloft, förråd och klubbrum för stockholmsbriggen Tre Kronor af Stockholm, som också har sin fasta förtöjningsplats vid kajen utanför skjulen. Byggnaden förvaltas av Statens fastighetsverk och är klassad som statligt byggnadsminne.